# Cmentarz wojenny nr 393 – Górka Kościelnicka
Cmentarz wojenny nr 393 – Górka Kościelnicka – austriacki cmentarz wojenny z okresu I wojny światowej wybudowany przez Oddział Grobów Wojennych C. i K. Komendantury Wojskowej w Krakowie i znajdujący się na terenie jego okręgu XI Twierdza Kraków.
Znajduje się w północno-wschodniej części Krakowa w Dzielnicy XVIII Nowa Huta, na obszarze dawnej wsi Górka Kościelnicka. Leży obok zabytkowego, drewnianego kościoła Wszystkich Świętych, po jego północno-zachodniej stronie.
Pochowano na nim 42 żołnierzy austro-węgierskich, w tym 27 znanych z nazwiska. Służyli oni w 5. i 66. pułkach piechoty, 1., 18. i 27. batalionach strzelców polowych, 14. pułku haubic polowych, 2. i 3. pułkach armat polowych. Polegli w dniach 17-20 grudnia 1914 r.
Cmentarz zaprojektował Hans Mayr.

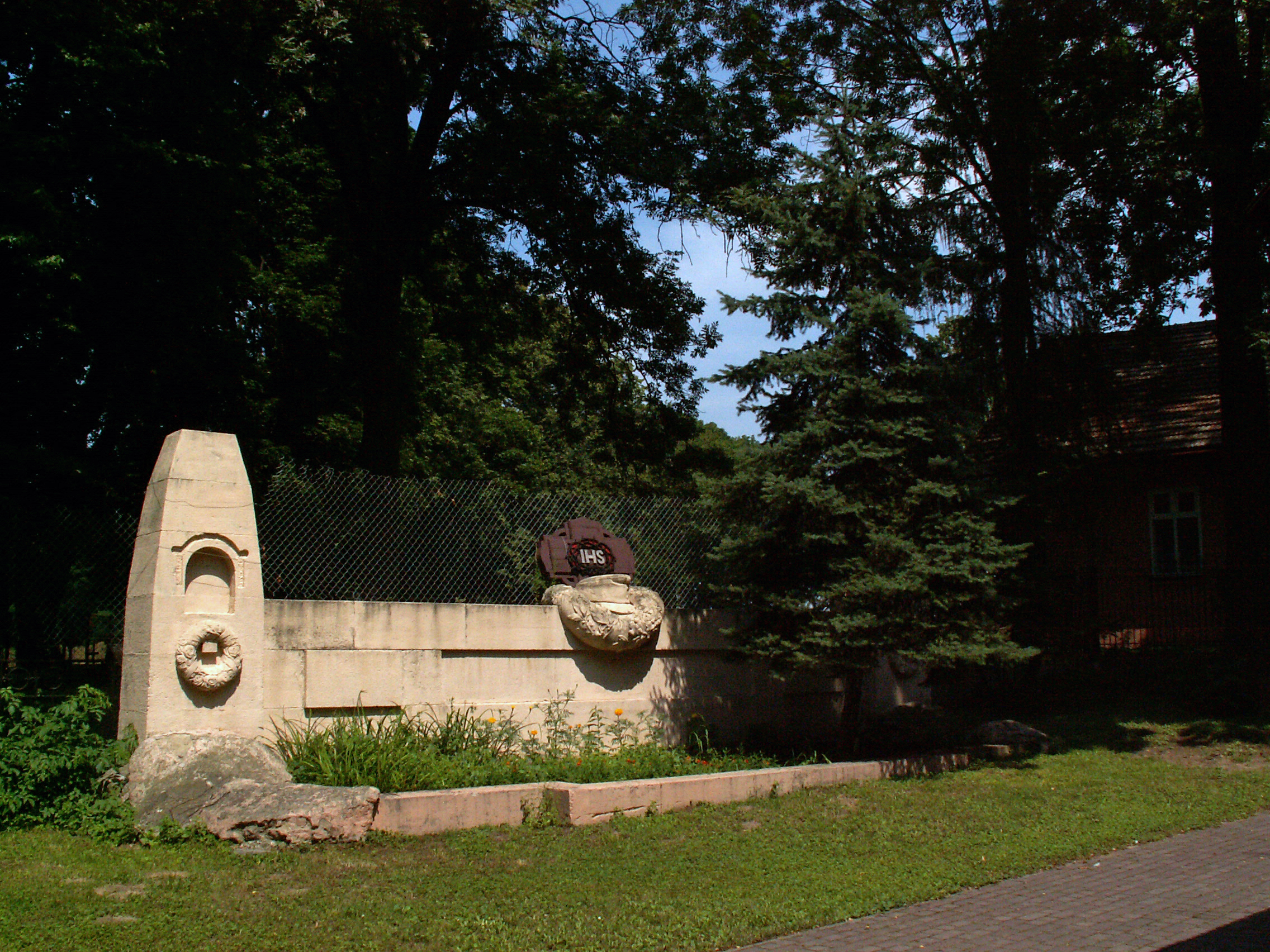
Ogólny widok.
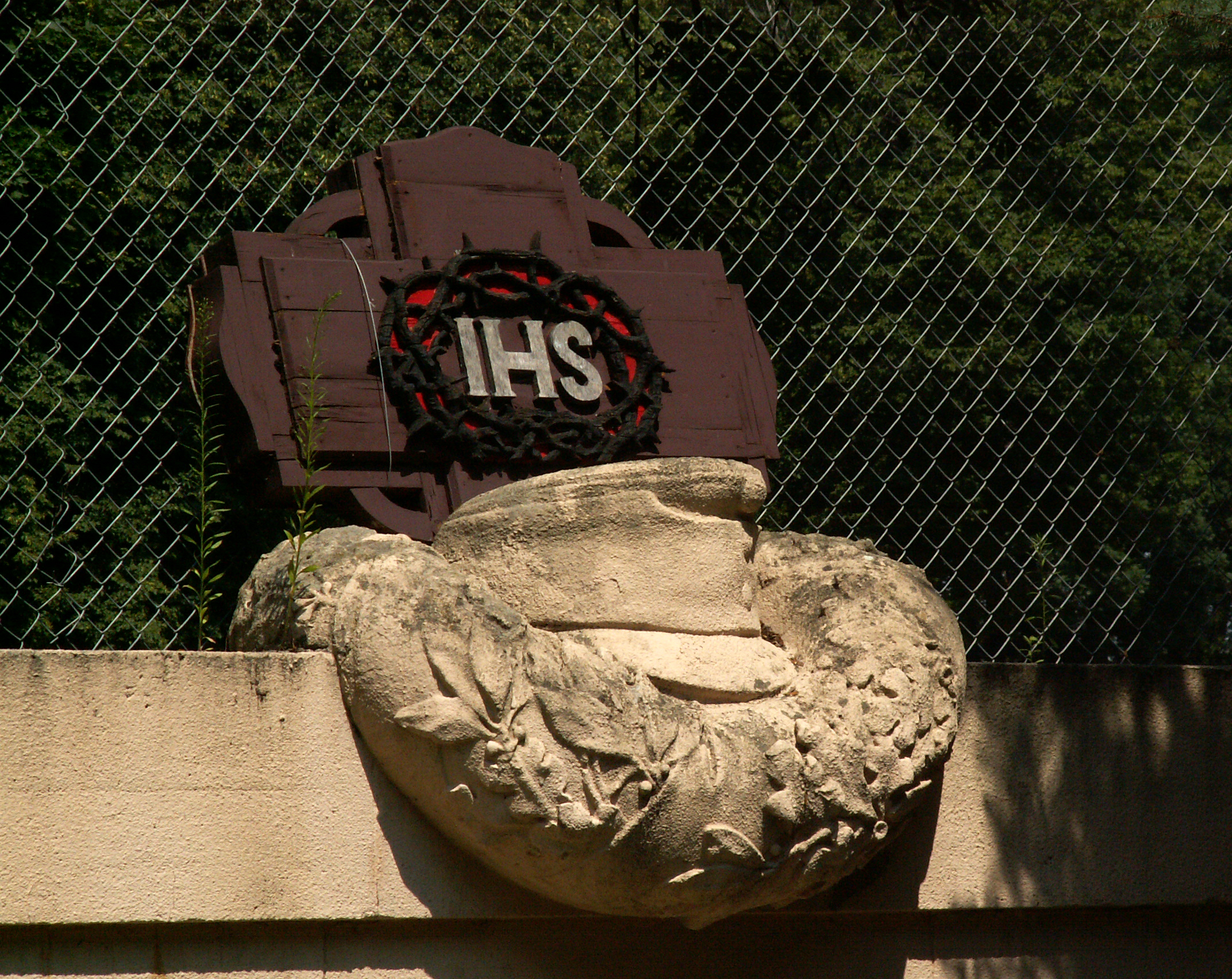
Austriacka czapka wojskowa na wieńcu, charakterystyczny element cmentarzy tego okręgu.